# 研究学園駅前公園

研究学園駅前公園（けんきゅうがくえんえきまえこうえん）は、茨城県つくば市学園南二丁目にあるつくば市立の都市公園（地区公園）である。

## 概要
つくばエクスプレスタウン研究学園葛城地区造成時に作られた公園の一つで、首都圏新都市鉄道つくばエクスプレス研究学園駅南側にある地区公園である。総面積7.3haで、2010年までは「葛城地区公園」と称した。入口は北入口、北東入口、南入口、南東入口の4ヶ所があり、それぞれ広場（北入口広場・北東入口広場・南入口広場・南東入口広場）が設けられているほか、南入口広場に隣接してトイレと駐車場、北入口広場に隣接して管理センター、トイレ、バス駐車場、管理者駐車場、南東入口広場に近接する場所に管理者駐車場が配置されている。園内は芝生広場を中心に、公園内には開発前の木々を残した既存林や野生園があるほか、野鳥の池、ヨシ原、湿性園がある。また、公園内に古民家「つくばスタイル館」が設置されている。
所在地住所は2014年6月27日までつくば市葛城根崎（園内は苅間となっている箇所もある）であったが、土地区画整理事業の換地処分により、その翌日より「学園南二丁目」の新町名が正式運用されている。
2020年東京オリンピックの聖火リレーでセレブレーション会場となった、聖火ランナーは公募により1万人程度が選ばれた、
聖火リレーについて、組織委員会はスポンサー企業4社と各都道府県実行委員会が行ったランナー公募に延べ53万5717件の応募があったと発表した。

## 施設利用
公園内の施設は駐車場、つくばスタイル館を除いて無料となっている。また、つくばスタイル館の利用は事前につくば市役所に問い合わせる必要がある。
2012年4月29日、つくば青年会議所の主催で「つくばの食 王座決定戦」がこの公園で開催され、約35,000人が来場した。主食部門は、とよ長（つくば市竹園二丁目）の「つくば美豚 豚なんこつの角煮」、スイーツ部門は、志ち乃（つくば市上野）の「つくばどら」が優勝した。

園内風景
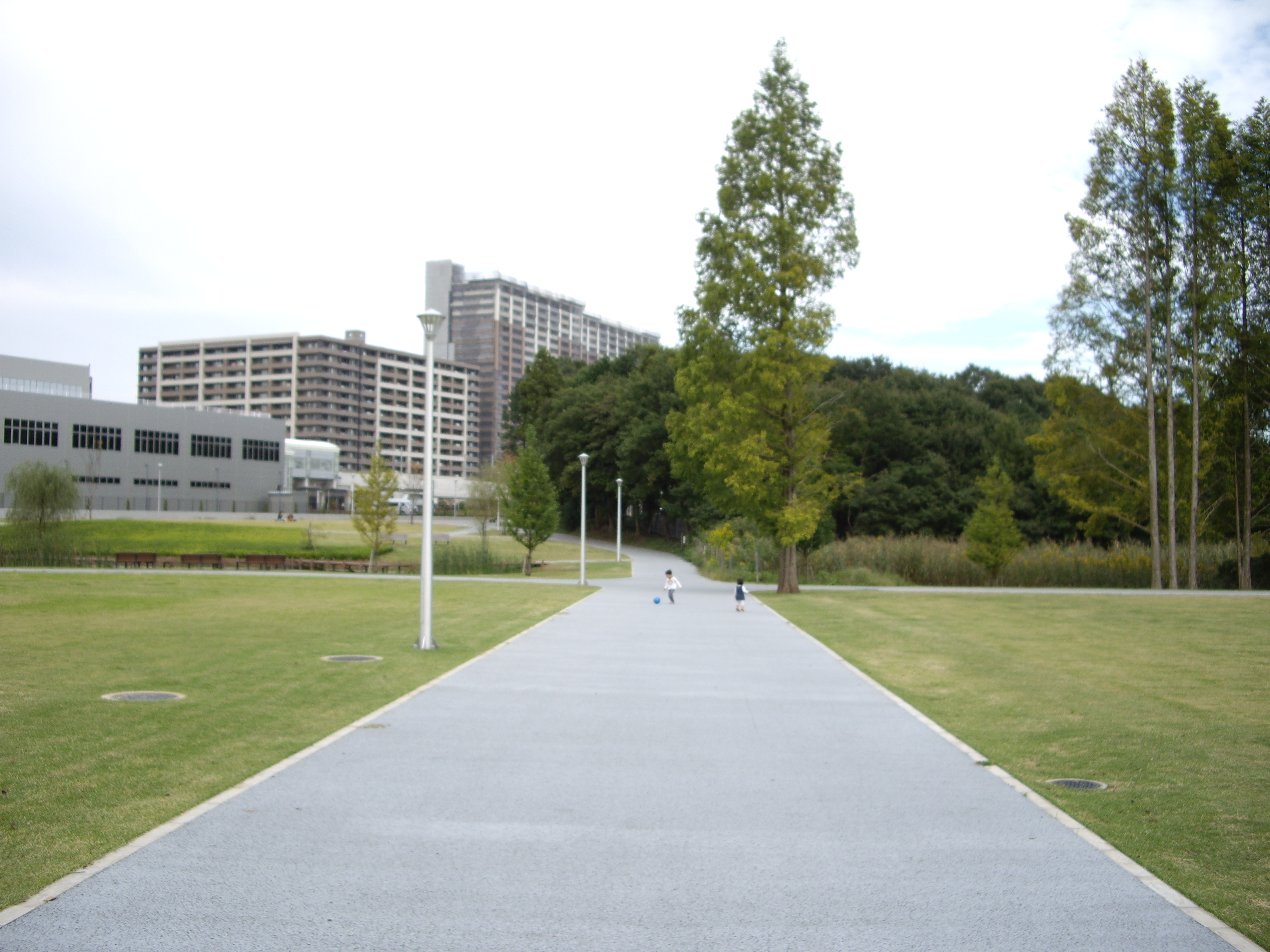
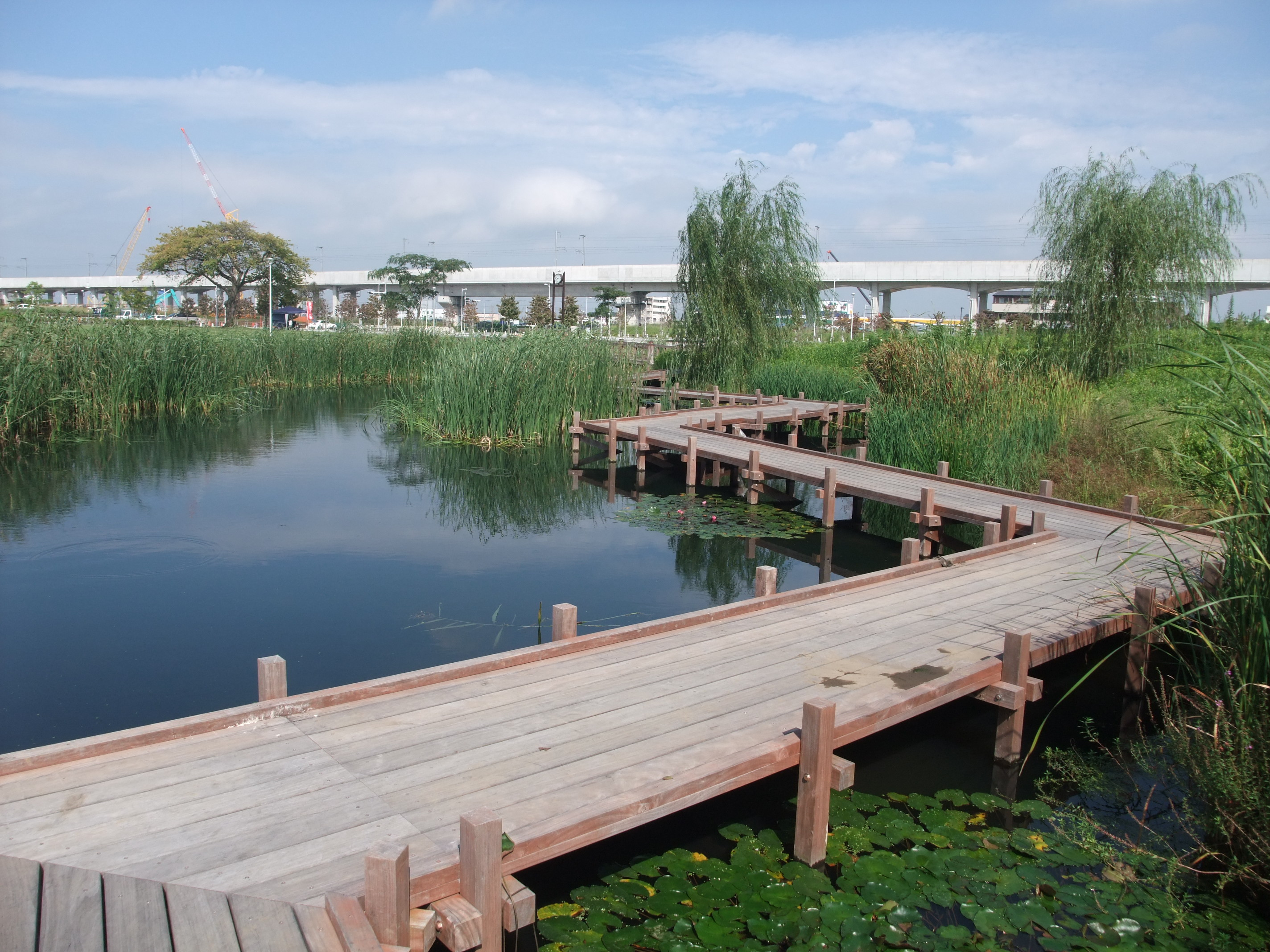
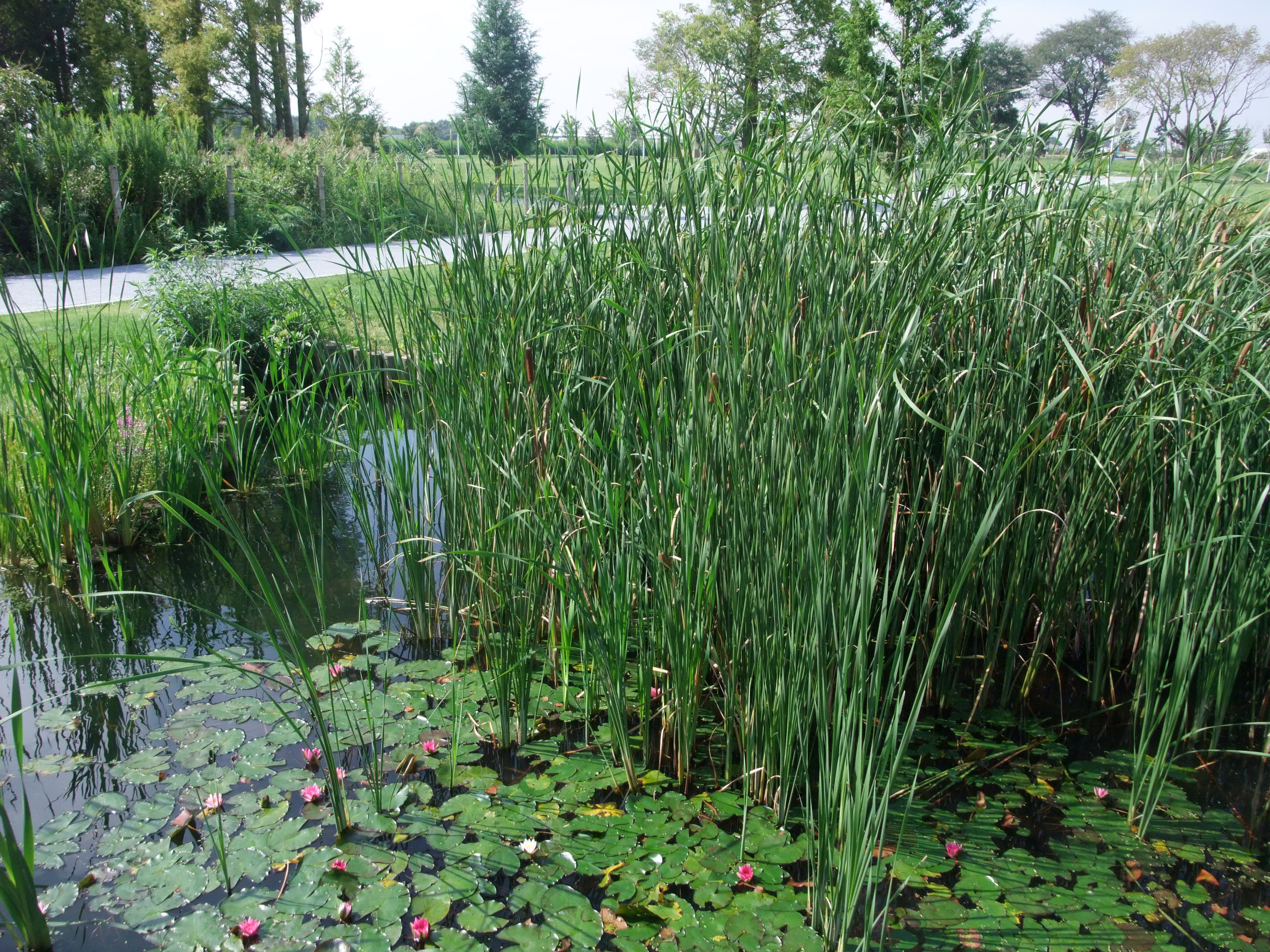